# Yuin-kurické jazyky
Yuin-kurické jazyky jsou malou skupinou australských domorodých jazyků, která se řadí pod pama-nyunganské jazyky, což je velká jazyková rodina, pod kterou se řadí většina australských domorodých jazyků. Jazyky z této skupiny se používaly v jihovýchodní části Austrálie. Téměř všechny jazyky z této jazykové skupiny vymřely, ale u několika z nich probíhají pokusy o oživení jazyka (pořádají se jazykové kurzy).

## Dělení yuin-kurických jazyků
- Yuin-kurické jazyky
  - Yuinské jazyky
    - Jazyky ngarigo (vymřel v roce 2006)
    - Jazyk burragorang (vymřelý jazyk, používal se v oblasti Canberry)
    - Tharawalské jazyky
      - Jazyky tharawal, dhurga, dyirringanj, thawa, téměř vymřelé jazyky

  - Yorské jazyky
    - Jazyk dharug, vymřelý, ale probíhají pokusy o obnovení. Používal se v oblasti města Sydney
    - Jazyk darkinjung, vymřelý jazyk

  - Kurické jazyky
    - Jazyk dhanggati, vymřelý, probíhají pokusy o obnovení
    - Worimiské jazyky
      - Jazyk worimi, vymřelý jazyk, probíhají pokusy o obnovu
      - Jazyk awabakal, vymřelý jazyk, probíhají pokusy o obnovu

## Srovnání
Osobní zájmena v různých yuin-kurických jazycích:
| Česky | Burragorang | Tharawal      | Awabakal | Darkinjung     | Dharug         |
| ----- | ----------- | ------------- | -------- | -------------- | -------------- |
| Já    | Gula-nga    | Ngayagang(ga) | Ngaduwa  | Ngaya          | Ngaya          |
| Ty    | Gulandyi    | Nyindigang    | Nginduwa | Nyindi, ngindi | Nyindi, ngindi |
| On    | Gulanga     | Ngulgang      | Bali     | Ngaliya        | Ngali          |